# Drops of Jupiter
Drops of Jupiter es el segundo álbum de estudio de la banda de rock alternativo, Train, lanzado en el 2001. El título del álbum fue sacado del sencillo "Drops of Jupiter (Tell Me)", que fue el primer sencillo del álbum, ganador de un premio Grammy a la mejor Canción Rock.
Como álbum, Drops of Jupiter fue es difícil de clasificar dentro de un solo género, aunque muchos del mercado del Adult Contemporary lo pongan en su industria. Particular del estilo de Train, el álbum contiene elementos de country, rock e indie rock. Además de "Drops of Jupiter (Tell Me)", dos sencillos más fueron publicados: "She's On Fire" y "Something More", ambos alcanzaron un éxito modesto entrando al Adult Top 40 chart. Desde entonces ha sido certificado dos veces disco de platino en los Estados Unidos y es unos de los álbumes con mejor venta hasta el momento.

## Lista de canciones
Todas las canciones fueron escritas por Train:
1. "She's on Fire" – 3:49
2. "I Wish You Would" – 4:25
3. "Drops of Jupiter (Tell Me)" – 4:20
4. "It's About You" – 4:27
5. "Hopeless" – 4:31
6. "Respect" – 3:25
7. "Let It Roll" – 5:00
8. "Something More" – 4:33
9. "Whipping Boy" – 4:26
10. "Getaway" – 4:26
11. "Mississippi" – 5:00
12. "Sweet Rain" [Bonus Track]
13. "If It's Love" [Bonus Track]

- Datos: Q1450887